# IBM Aptiva

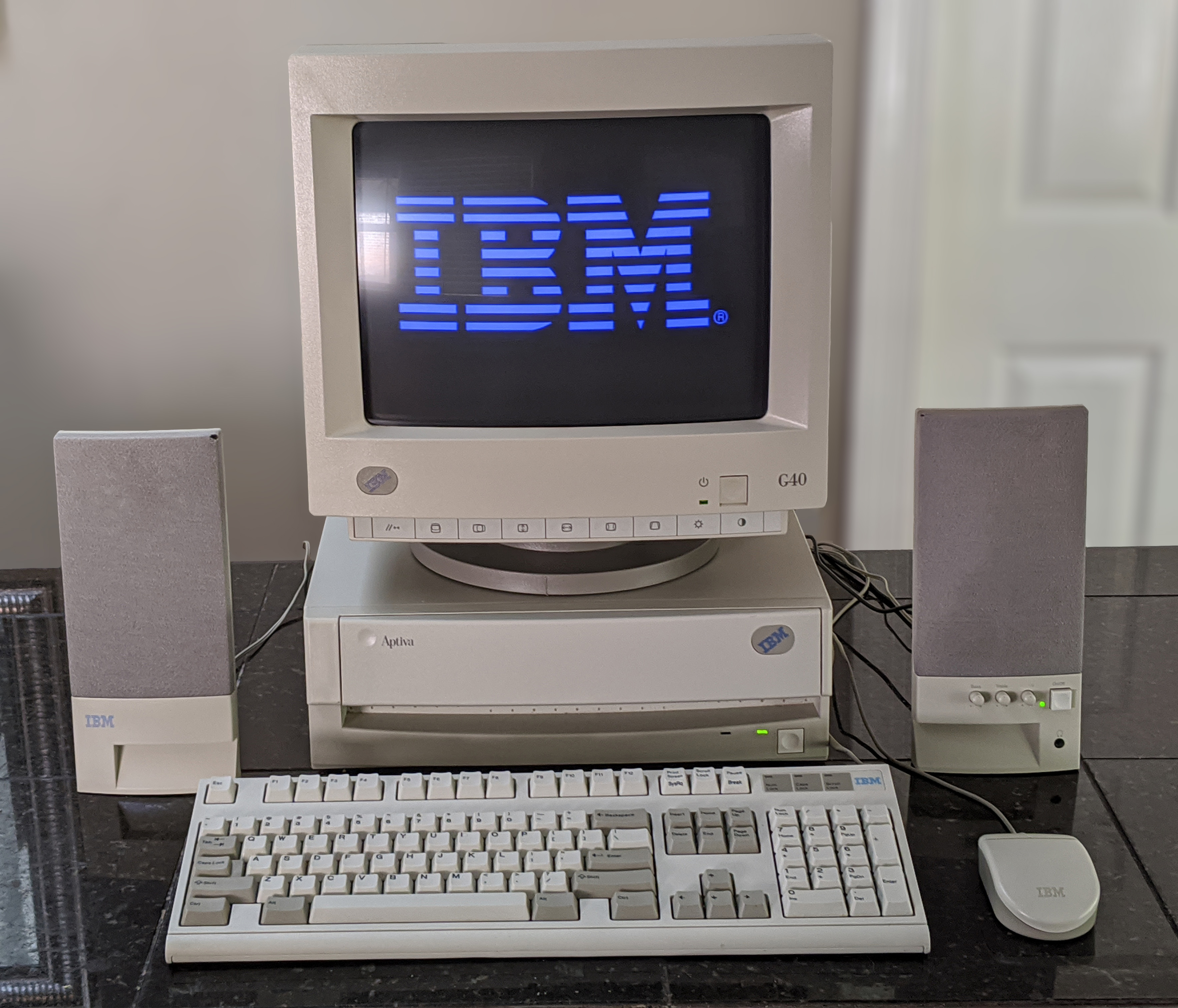
Computador da série IBM Aptiva de 1995.

Aptiva foi uma série de computadores IBM com processador Intel 486 DX4. Lançada em 1994, serviu como substituta da série IBM PS/1. Foi lançado com um processador 486 DX4-100 com 8Mb de RAM. Posteriormente foi modernizado com um processador Pentium 100, 16mb de RAM, Vga de 2 MB podendo compartilhar ate 1MB com a RAM, Possuia processador de Sinal Digital MWave, kit multimidia e um elegante gabinete horizontal. No final possuía um processador Pentium de 166, 200 ou 233 MHz com tecnologia MMX e 32 Mb de RAM, HD de 3.2Gb e um gabinete vertical